# Committee of Legal Advisers on Public International Law
Das Committee of Legal Advisers on Public International Law (CAHDI) ist das Komitee von Rechtsberatern für Völkerrecht des Europarates.
Es handelt sich dabei um ein zwischenstaatliches Komitee, das alle Rechtsberater der 46 Mitgliedstaaten des Europarats sowie der beobachtenden Staaten und Internationalen Organisationen umfasst.
CAHDI hält zweimal pro Jahr eine Versammlung ab.

## Ziele
- Die Rolle des Völkerrechts entwickeln und nationale Gesichtspunkte näher zusammenbringen;
- Erfahrungen teilen, um diese durch den Austausch von Ansichten in Bezug auf verschiedene Themen anzuwenden[1];
- Ein Rahmen bilden für eine internationale Kooperation, um so die Rolle und den Einfluss der Entwicklung des Völkerrechts zu stärken, indem die Rechtsberater zusammengebracht werden, um ihre Erfahrungen zu vereinigen;[2];
- Die Arbeit von anderen internationalen Gremien und Einheiten in ihren Kompetenzfeldern veranschaulichen und den Mitgliedstaaten helfen, einen gemeinsamen Standpunkt anzunehmen.

Themen, die derzeit bearbeitet werden:
- Staatennachfolge und Fragen der Anerkennung;[3];
- Klassifizierung der Dokumente, die die Staatenübung im Völkerrecht betreffen;
- Die Rolle der Verwahrer von internationalen Gremien;
- Verbindlichkeit diplomatischer Missionen;
- Staatenimmunität[4][5];
- Entwicklungen in Bezug auf den Internationalen Gerichtshof und den Internationalen Strafgerichtshof.[6]

## Dokumente von Bedeutung für CAHDI
Es gibt mehrere verschiedene Quellen von Dokumenten, die für die Arbeit des CADHI von Bedeutung sind, unter anderem
- Europäische Verträge, wie beispielsweise die Europäische Konvention über die friedliche Beilegung von Streitigkeiten[7], die Europäische Konvention über konsularische Funktionen[8], das Protokoll über den Schutz von Flüchtlingen[9], das Protokoll in Bezug auf konsularische Funktionen hinsichtlich ziviler Luftfahrt[10], die Europäische Konvention über die Abschaffung von Gesetzen, die von Diplomaten und Konsulen ausgeführt werden[11], die Europäische Konvention über Staatenimmunität[12] und dessen Zusatzprotokoll[13];
- und Resolutionen und Empfehlungen des Ministerkomitees des Europarates, wie zum Beispiel die Resolution (64) 10 hinsichtlich der Veröffentlichung von Kurzartikeln über die Staatenpraxis im Bereich des Völkerrechts[14] oder die Resolution (68) 17 über der Vorgabe für die Klassifizierung von Dokumenten mit Bezug auf die Staatenpraxis im Bereich des Völkerrechts[15].